# رامون أورتيز
رامون أورتيز هو لاعب كرة قاعدة دومينيكاني، ولد في 24 مايو 1973 في كوتويي في جمهورية الدومينيكان.

## وصلات خارجية
- رامون أورتيز على موقع دوري كرة القاعدة الرئيسي (الإنجليزية)
- رامون أورتيز على موقع الدوري الياباني لكرة القاعدة (الإنجليزية)
- رامون أورتيز على موقعبيزبول رفرنس.كوم (الدوري الرئيسي) (الإنجليزية)
- رامون أورتيز على موقعبيزبول رفرنس.كوم (الدوري الثانوي) (الإنجليزية)
- رامون أورتيز على موقع إي إس بي إن.كوم (أم.أل.بي) (الإنجليزية)
- رامون أورتيز على موقع مشجعي الرسوم البيانية (الإنجليزية)